# Annunciazione di San Martino alla Scala
L'Annunciazione di San Martino alla Scala è un dipinto murale staccato (243×555 cm) di Sandro Botticelli, databile alla primavera del 1481 e conservato nella sala di Botticelli della Galleria degli Uffizi di Firenze.

## Storia

Il dipinto prima del restauro

Il dipinto si trovava originariamente nell'ospedale di Santa Maria alla Scala a Firenze, in una delle logge (diventato poi nel Cinquecento monastero di San Martino alla Scala). Nel 1624 subì gravi danni per la trasformazione della loggia in atrio della chiesa, con il ritaglio della parte superiore in due lunette. Nel 1920 si decise di strapparlo, causando ulteriori danni sui confini della frattura che lo divideva in due parti, e di destinarlo agli Uffizi.
Il Fantozzi lo menzionò senza cercare di attribuirlo, mentre Crowe e Cavalcaselle lo assegnarono a Filippino Lippi. A restituirlo a Botticelli, venendo poi accolto da tutta la critica, fu Herbert Percy Horne.

## Descrizione e stile
La scena è ambientata nell'abitazione di Maria: l'Angelo sta per atterrare nella loggia aperta verso il giardino e il paesaggio, mentre Maria sta inginocchiata nell'anticamera della stanza da letto: ella sospende la lettura delle Sacre Scritture e si piega con un gesto di umile accettazione.
Nel dipinto spicca la vigorosa apparizione dell'Angelo, che plana con abiti gonfi e il giglio, sua offerta alla purezza di Maria, piegato dal vento dell'atterraggio. il gesto di Maria, così religiosamente remissivo, sembra anticipare alcune figure dell'attività più tarda, senata dal misticismo savonaroliano. Nel sicuro impianto prospettico e compositivo si ravvedono vari elementi tipici del tema dell'annunciazione: l'hortus conclusus (giardino recintato), simbolo di verginità, la camera da letto, simbolo di immacolata concezione, il libro, simbolo delle profezie che si avverano con l'accettazione della Vergine. Notevole è la cura dei dettagli, come la viva decorazione a girali nei pilastri, o la resa materica dei veli setosi nella tenda e nelle lenzuola, oltre che nelle vesti. .